# 神户税关
神戶稅關（日语：／ Kōbe zeikan */?）是日本的一个海关，位于兵庫縣神戶市中央区新港地区，管辖范围包括兵庫縣、中国地方（山口縣除外）、四国地方。
神戸税关由江戶幕府设于1868年1月1日。1873年12月建成第一代本关廳舍（石造、2层），但是在1922年1月20日被大火烧毁。1927年3月第2代本关廳舍竣工（花崗岩・地上4层），为日本最大的海关建筑。阪神大地震中受灾半坏。1998年11月第3代廳舍竣工（地上10层），保存了第2代廳舍外観。

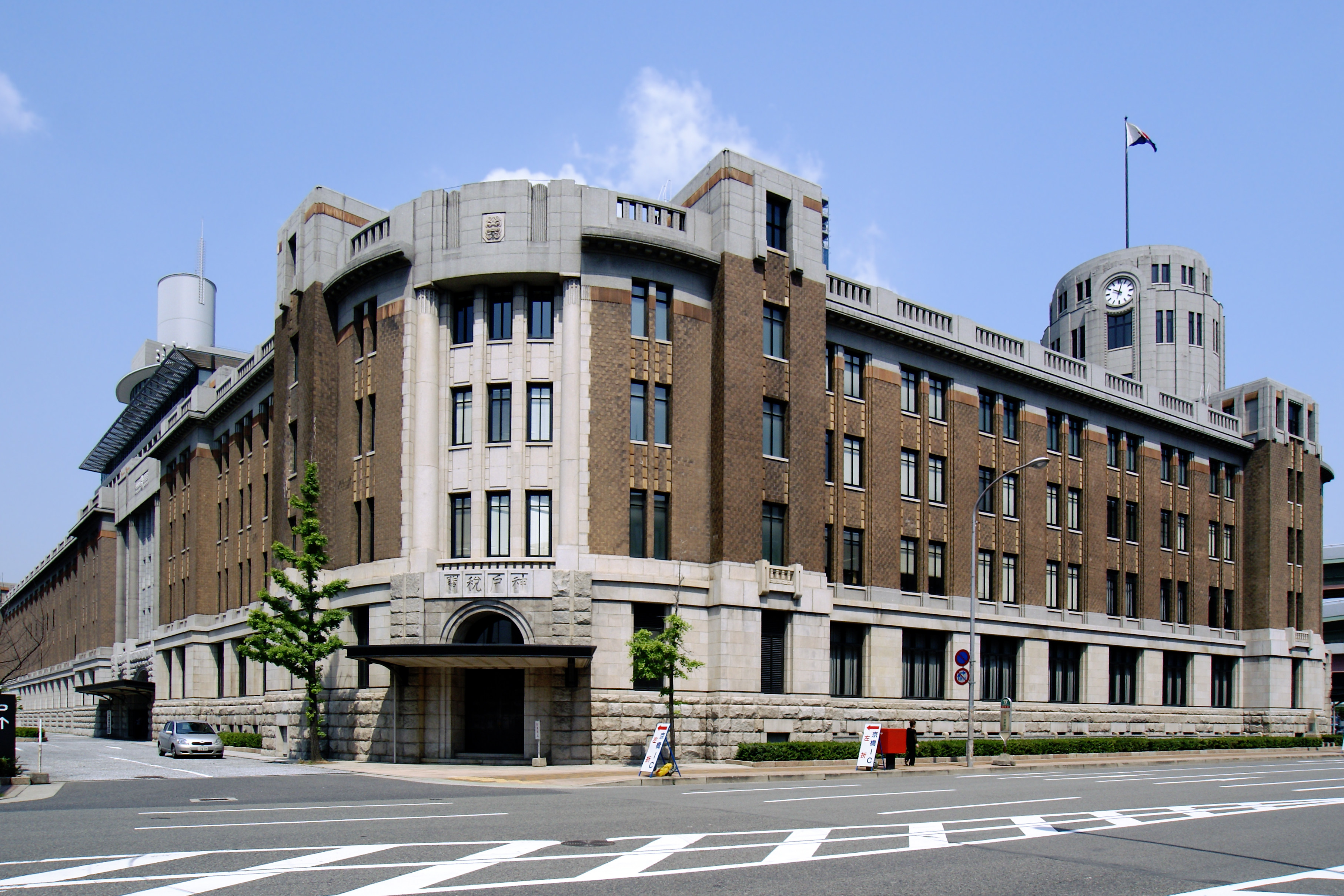
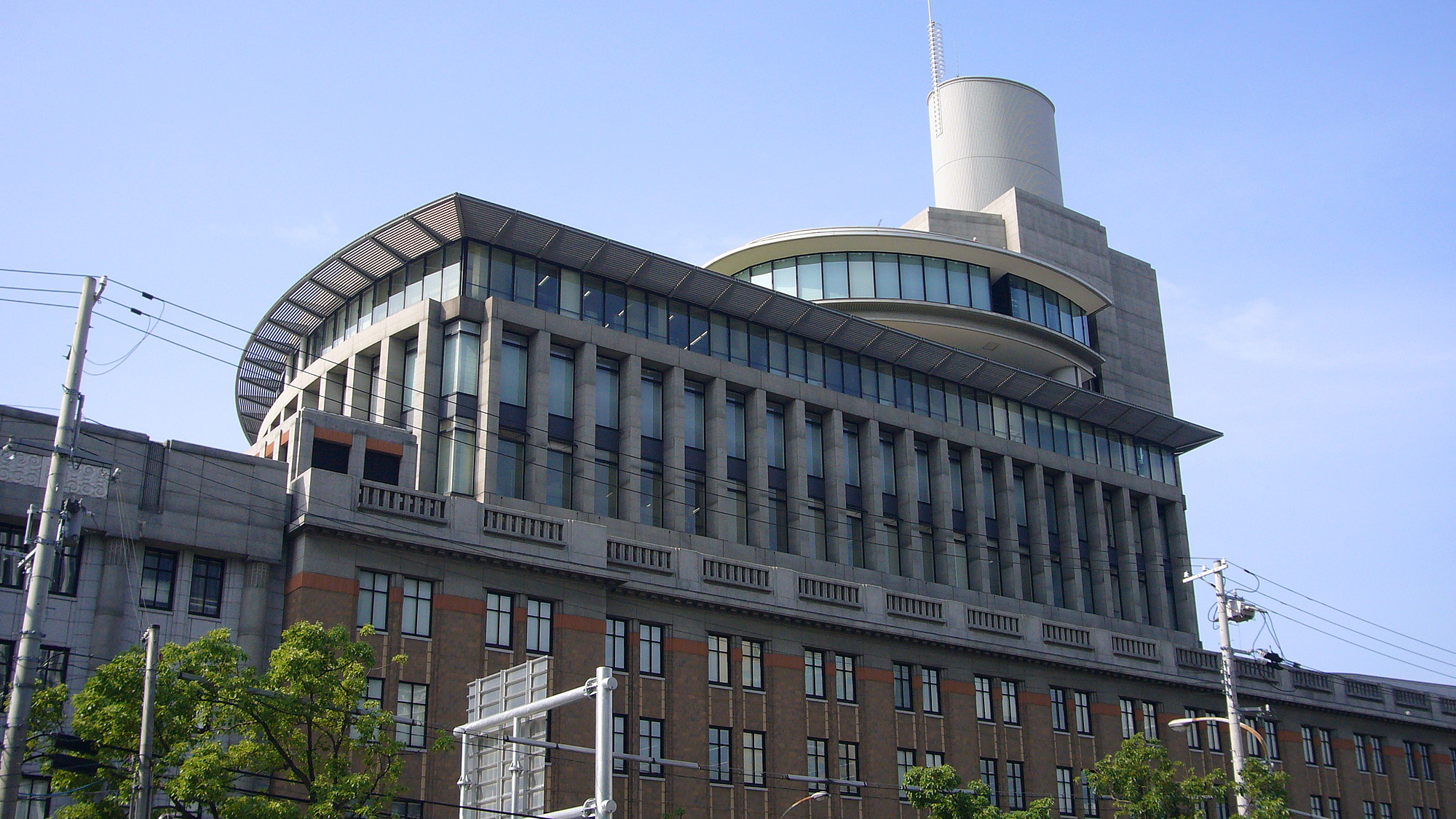
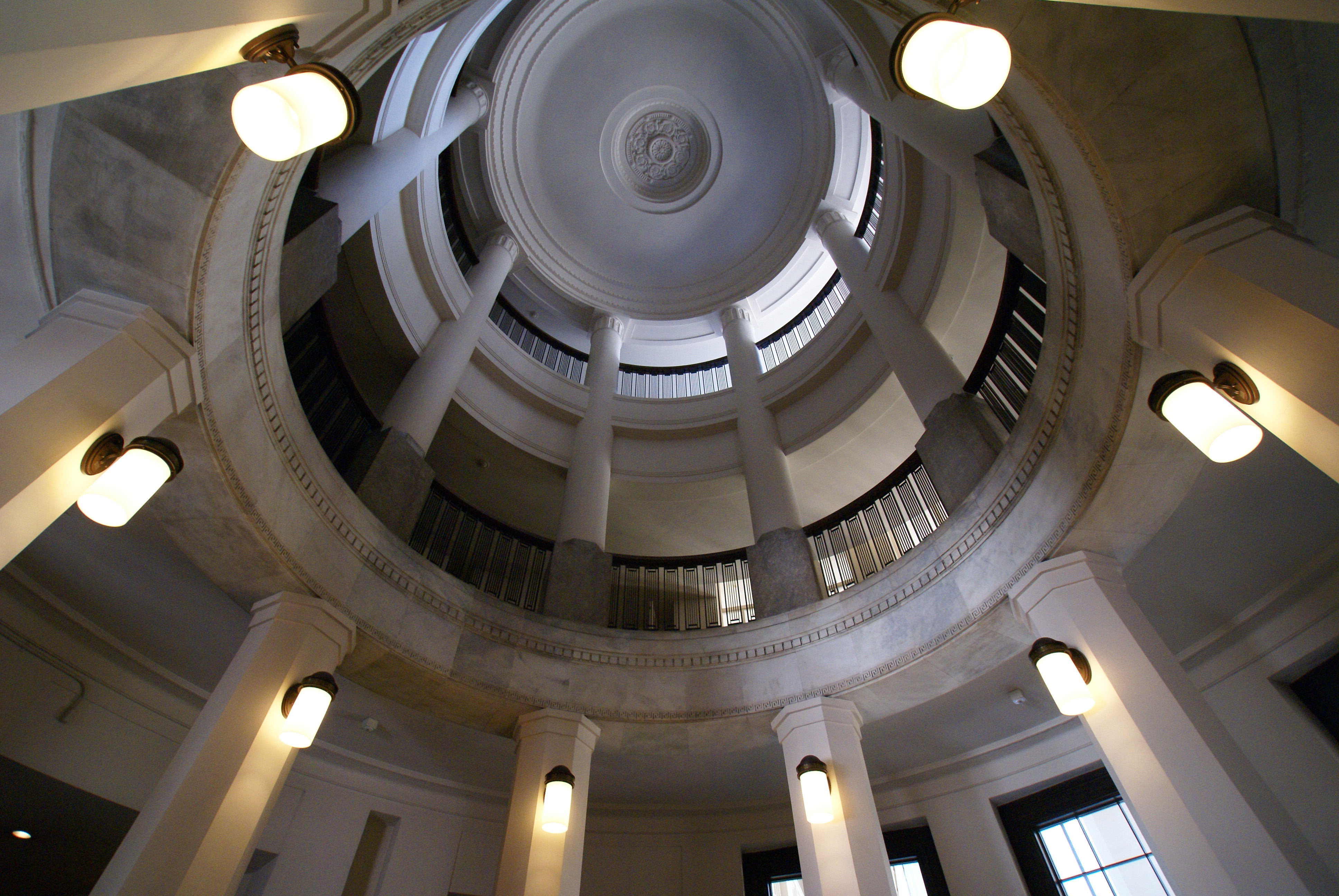
舊館大廳
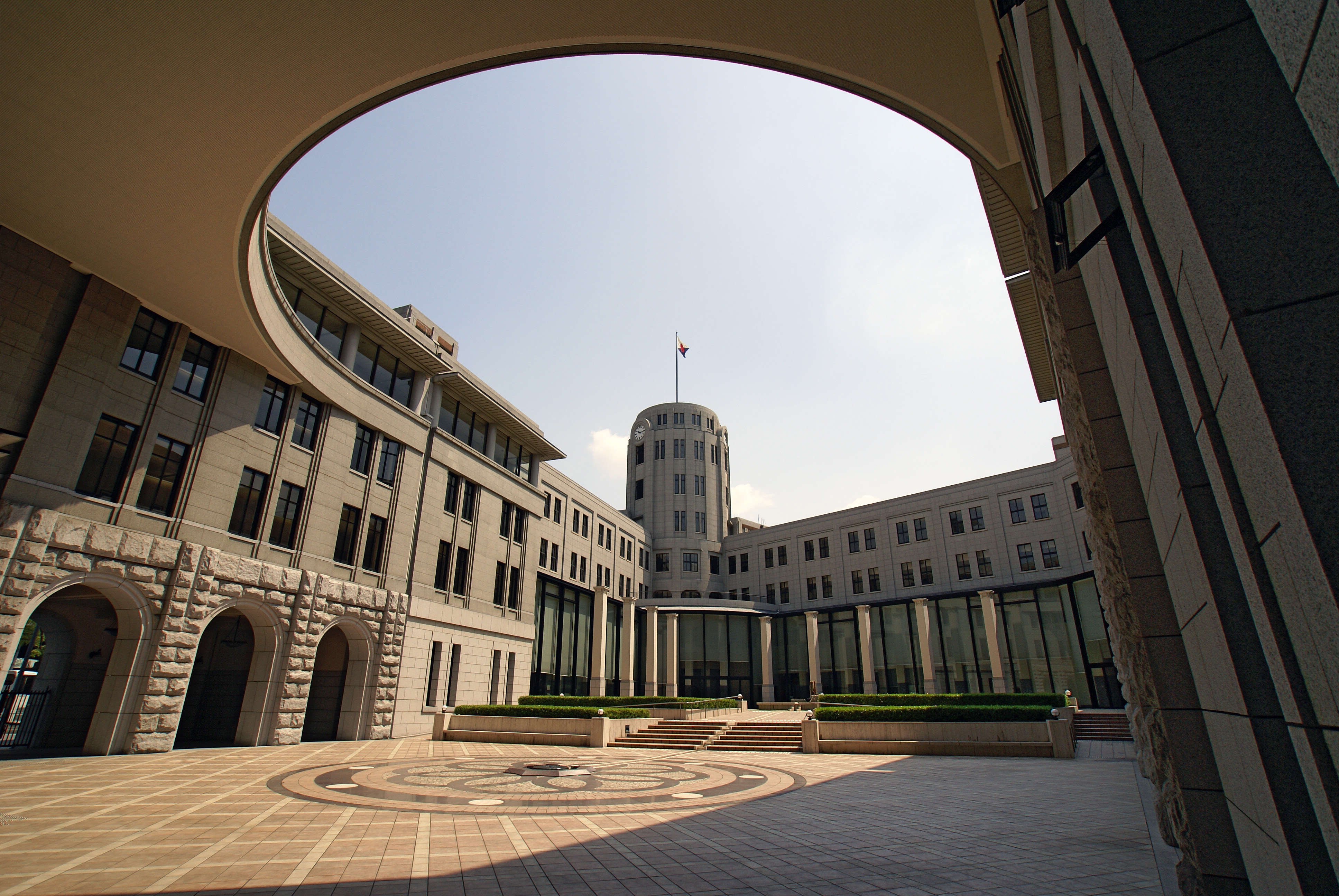
舊館
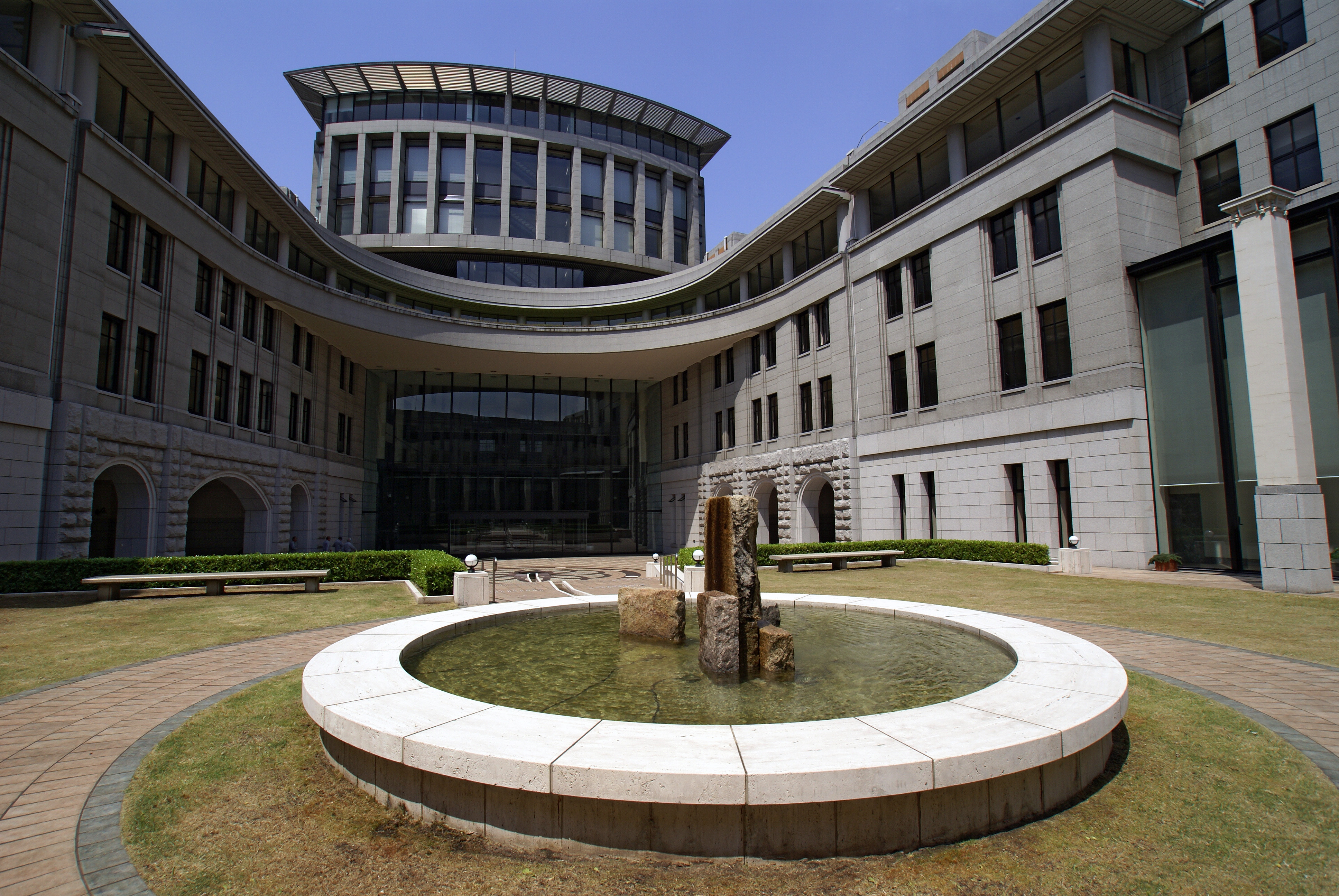
新館

## 脚注
1. ↑  「今曉烈風中に神戸税関全焼」1922年1月21日付大阪朝日新聞 （页面存档备份，存于）（神戸大学附属図書館新聞記事文庫）